# دهه ۲۱۰ (پیش از میلاد)
دهه ۲۱۰ (پیش از میلاد) ۲۱مین دهه قبل از مبدا شروع تقویم میلادی است.